# Tour de Suisse 2013
|  | Denne artikel eller sektion om sport er forældet eller ikke opdateret. Se artiklens diskussionsside eller historik. |

Tour de Suisse 2013 er den 77. udgave af det schweiziske cykelløb Tour de Suisse. Løbet vil blive afholdt over ni etaper fra den 8. juni med start i Quinto, og slutter den 16. januar med en bjerg-enkeltstart fra Bad Ragaz til Flumserberg. Det er løb nummer 17 ud af 29 i UCI World Tour 2013.

## Deltagende hold
På grund af at Tour de Suisse er en del af UCI World Tour, er alle 18 UCI ProTour-hold automatisk inviteret og forpligtet til at sende et hold. Derudover kan løbsarrangøren invitere et antal hold fra lavere rækker.
| UCI ProTour-hold: - Ag2r-La Mondiale (ALM) - Argos-Shimano (ARG) - Astana Pro Team (AST) - Belkin Pro Cycling (BEL) - BMC Racing Team (BMC) - Cannondale (CAN) - Euskaltel-Euskadi (EUS) - FDJ (FDJ) - Garmin-Sharp (GRM) | 0 - Lampre-Merida (LAM) - Lotto-Belisol (LTB) - Movistar Team (MOV) - Omega Pharma-Quick Step (OPQ) - Orica-GreenEDGE (OGE) - RadioShack-Leopard (RLT) - Team Saxo-Tinkoff (SAX) - Team Sky (SKY) - Vacansoleil-DCM (VCD) - Team Katusha (KAT) |  |

## Etaper
| Etape    | Dato     | Start         | Mål           | Km | Type          | Type        | Etapevinder              | Den gule trøje |
| -------- | -------- | ------------- | ------------- | -- | ------------- | ----------- | ------------------------ | -------------- |
| 1. etape | 8. juni  | Quinto        | Quinto        |    | Tempo         | Enkeltstart | Cameron Meyer (AUS)      |                |
| 2. etape | 9. juni  | Quinto        | Crans-Montana |    | Bjergetape    | Bjerg       | Bauke Mollema (NED)      |                |
| 3. etape | 10. juni | Montreux      | Meiringen     |    | Kuperet etape | Kuperet     | Peter Sagan (SVK)        |                |
| 4. etape | 11. juni | Innertkirchen | Buochs        |    | Kuperet etape | Kuperet     | Arnaud Démare (FRA)      |                |
| 5. etape | 12. juni | Buochs        | Leuggern      |    | Kuperet etape | Kuperet     | Alexander Kristoff (NOR) |                |
| 6. etape | 13. juni | Leuggern      | Meilen        |    | Kuperet etape | Kuperet     | Grégory Rast (SUI)       |                |
| 7. etape | 14. juni | Meilen        | La Punt       |    | Bjergetape    | Bjerg       | Rui Costa (POR)          |                |
| 8. etape | 15. juni | Zernez        | Bad Ragaz     |    | Bjergetape    | Bjerg       | Peter Sagan (SVK)        |                |
| 9. etape | 16. juni | Bad Ragaz     | Flumserberg   |    | Tempo         | Enkeltstart | Rui Costa (POR)          |                |